# 갈레로
갈레로(Galero, 라틴어: Galerus)는 크고 테가 넓고 장식 술이 달린 모자로, 로마 가톨릭교회의 성직자들이 착용하는 것이다. 기독교 역사상 갈레로는 몇 세기에 걸쳐 ‘교회의 왕자’라는 칭호를 상징하는 보관(寶冠)으로서 추기경들의 개인용 모자로 널리 사용되어 오다가 오늘날에는 그 사용이 얼마 되지 않는다. 붉은색 갈레로는 1245년 제1차 리옹 공의회에서 교황 인노첸시오 4세에 의해 처음으로 추기경들에게 주어지게 되었다. 리옹 대교구의 기록에 따르면 붉은 색깔은 리옹의 의전사제들이 쓰던 붉은 모자에서 영감을 얻은 것이라고 한다.

## 교회 문장
갈레로는 로마 가톨릭교회의 성직자들이 자신이나 출신가문의 특성을 드러내는 기장(記章)의 일부분으로서 오늘날에도 교회 문장에서 사용하고 있다. 성직자의 외출용 모자인 관모(冠毛)(capello romano)와 양쪽의 술색상과 개수는 성직자의 지위를 상징한다. 추기경은 붉은색 관모에 다섯층의 붉은 색 술장식과 이중 십자가, 동방 가톨릭 교회의 총대주교가 추기경이 아니라면 녹색 관모에 다섯층의 녹생 술장식을 사용하며 대주교이기에 이중십자가를 사용한다. 대주교는 녹색 관모에 네층의 술장식과 이중 십자가를 사용하고 주교는 녹색 관모에 삼층의 녹색 술장식과 십자가를 사용한다. 교구장 주교의 영향력을 받지 않는 자치수도원구의 총원장인 아빠스는 검은색 관모에 삼층의 검은색 술을 사용하는데 주교가 아니기 때문에 십자가는 사용하지 못하고 대신 통치권을 상징하는 목장을 사용한다. 대신 아빠스가 주교라면 십자가를 사용할 수 있다. 사제는 검은 색 관모에 두단의 술을 달고 부제는 사제와 같지만 한개의 술만을 사용한다. 만일 사제가 주교가 아닌 상태에서 교구장이 된다면 사제의 갈레로 중간에 아빠스와 같이 목장이 들어가 교구의 통치권이 있음을 나타낸다. 사제와 부제는 귀족가문의 출신일 때 갈레로를 만들지만 생략해도 된다. 교황청 의전 사제들도 문장을 가지고 있는데 서기관인 1등급 몬시뇰은 자주색 관모에 붉은 띠를 두르고 붉은색 삼단 술, 명예직 몬시뇰인 2등급 몬시뇰은 자주색 관모에 자주색 삼단 술장식, 교황 비서인 3등급 몬시뇰은 검은 관모에 자주색 띠를 두르고 검은 술을 삼단으로 꾸며 그 지위와 직무를 나타낸다. 문장의 묘사는 가문의 문장과 이를 표현하는 예술가의 취향에 따라 크게 좌우되기는 하지만, 술 장식과 카펠로 로마노처럼 갈레로도 문장학에서 여전히 중히 여겨지고 있다.(Rev.Augustine.Jeong)

추기경의 문장
총대주교(로마 가톨릭 소속)의 문장
대주교의 문장
주교의 문장
아빠스의 문장
사제의 문장